# 自発的パラメトリック下方変換

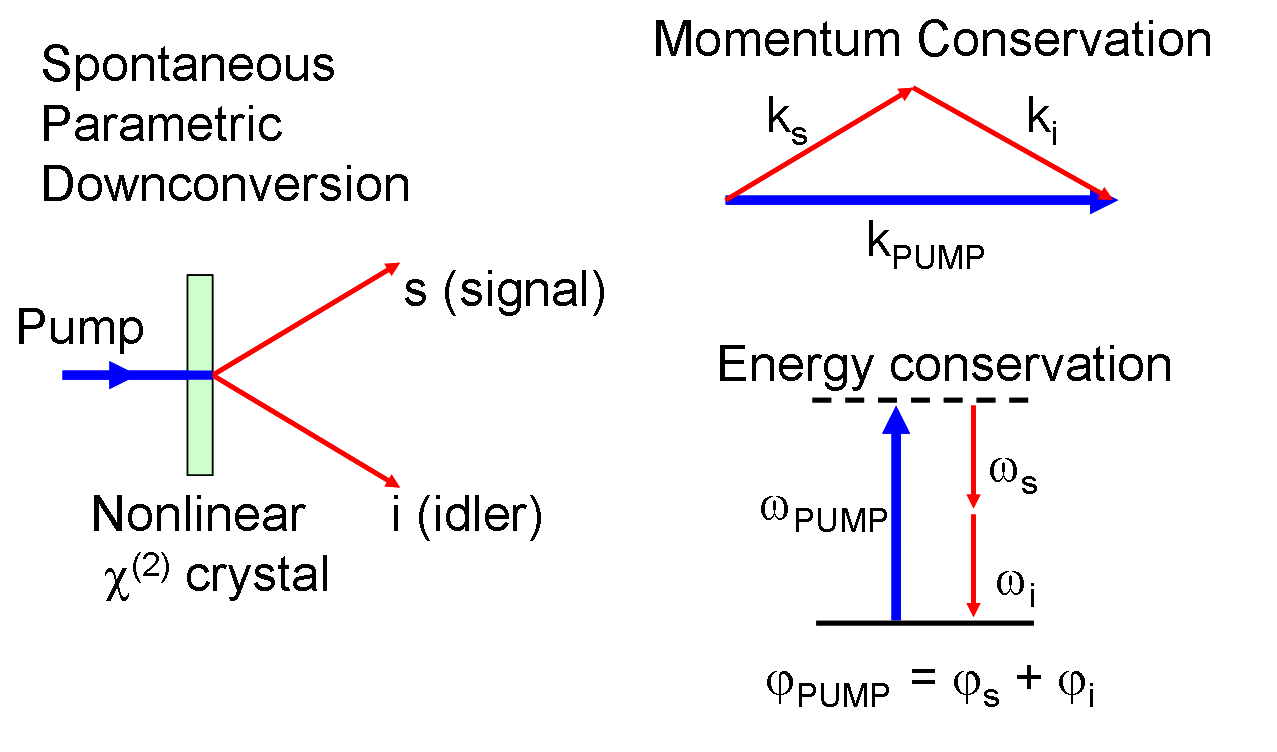
SPDC過程の概略図。保存則は結晶内部のエネルギーと運動量に関するものであることに注意。

自発的パラメトリック下方変換（じはつてきパラメトリックかほうへんかん、Spontaneous parametric down-conversion、SPDC、パラメトリック蛍光、またはパラメトリック散乱とも）は量子光学における重要な過程であり、特にエンタングルされた光子対や単一光子の源として使われる。

## 基本的な過程
非線形結晶は光子ビームをエネルギー保存則及び運動量保存則に従って光子対に分割するために使用される。この光子対は元の光子と結晶格子のエネルギーや運動量と等しい結合エネルギーとモーメントを有し、周波数領域で位相整合され、相関する偏光を持つ。結晶の状態はこの過程によっては変化しない。光子が同じ偏光を共有する場合はタイプI相関とみなされ、垂直な偏光を有する場合はタイプIIとみなされる。連続する光子のセット間に偏光相関はない。
SPDCの変換効率は普通は非常に弱く、 導波路中のPPLNに来る入射光子10^6につき4対というオーダーである。しかし、対の半分(signal)が検出されたら必ずそのパートナー(idler)が存在することが知られている。タイプIの下方変換機の出力は偶数の光子数項のみを含むスクイーズド圧搾である。タイプIIの下方変換機の出力は2モードのスクイーズド圧搾である。

## 例

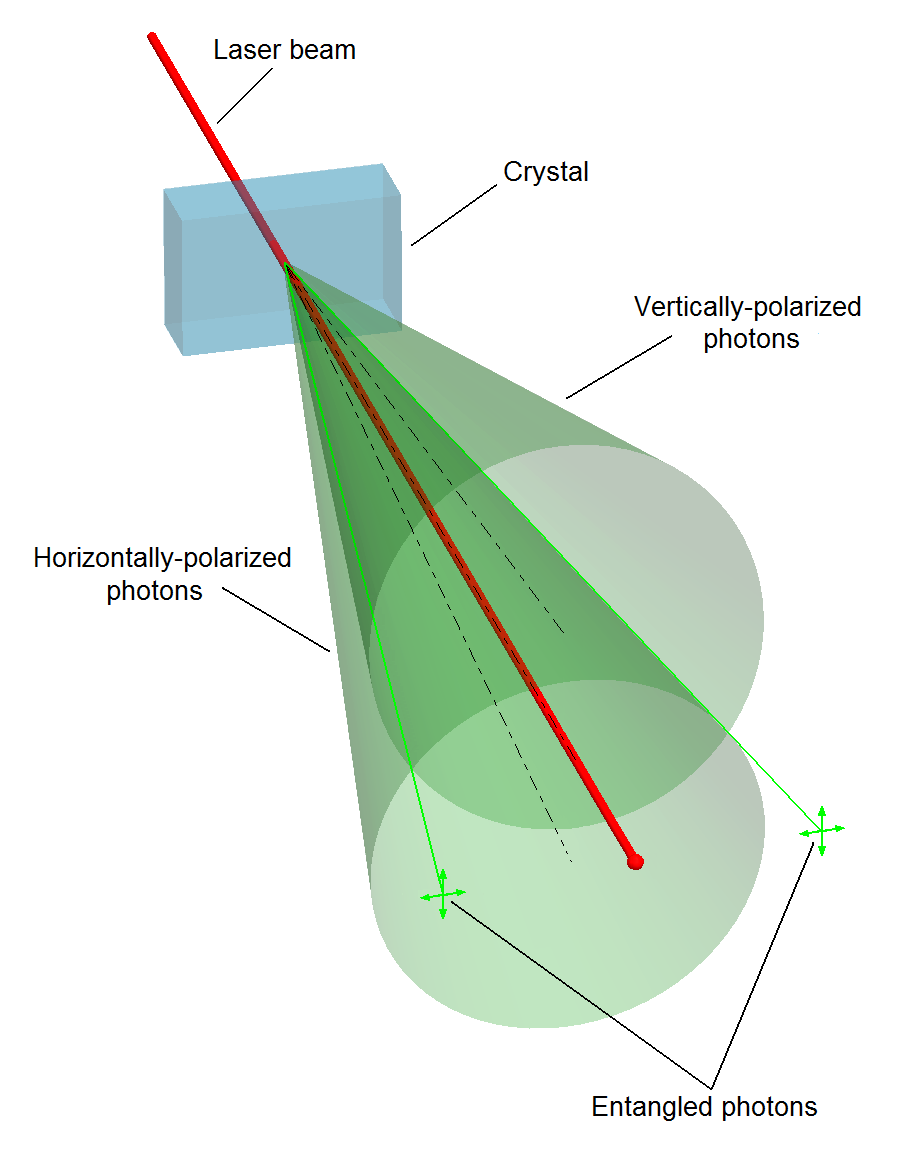
タイプII出力のSPDC方式

一般的に使用されているSPDC装置の設計においては、「ポンプ」ビームと呼ばれる強いレーザービームがBBO（β-メタホウ酸バリウム）結晶に向けられる。ほとんどの光子は結晶をまっすぐ進み続ける。しかし時おりいくつかの光子はタイプII偏光相関を伴う自発的な下方変換を受け、結果として生じた相関光子対は軸がポンプビームに対して対称に位置した2つの円錐内におさまるように拘束された軌道を有する。また、運動量保存により2つの光子はポンプビームに対して常に対称的に円錐内に位置する。重要なことには、光子対の軌道が円錐が交差する2つの線に同時に存在することがあるということである。これにより、偏光が垂直である光子対がもつれる:205。
他に使われる結晶としてKDP（リン酸二水素カリウム）があり、両方の光子が同じ偏光を有するタイプI下方変換で主に使われる。

## 歴史
SPDCは1970年にすでにD. Klyshkoとその共著者や、D. C. Burnham と D. L. Weinbergにより述べられている。1980年代後半に2つの独立の研究者のペア、Carroll AlleyとYanhua Shih、Rupamanjari Ghosh and Leonard Mandelによるコヒーレンスに関する実験で初めて適用された。インコヒーレント（ファンシッター・ゼルニケの定理）と二光子放出との間に二重性が見いだされた。

## 応用
SPDCにより単一フォトンを含む（良い近似の）光学場の形成が可能になる。2005年時点では、実験者が単一光子（フォック状態とも呼ばれる）を作る主なメカニズムである。単一光子や光子対は量子情報の実験や量子暗号及びベル試験実験のような応用によく使用される。
SPDCは空間相関で高度さを持つもつれた光子対を生成するために広く使われている。このような光子対は、対象物を表示しない従来のマルチピクセル検出器と、対象物を表示する単一ピクセル（バケット）検出器の2つの光検出器から情報が結合するゴースト・イメージングに用いられる。

## 代わりとなる手法
電気で動く半導体からの2光子放出の新たに観察されている効果が、より効率的なもつれた光子対源の基礎として提案されている。SPDCで作られた光子対以外では、半導体発光による光子対は普通は同じではないが、異なるエネルギーを有する。最近まで、量子的不確かさの制約の中では、放出された光子対は同じ場所で生まれ同じ位置にあると仮定されていた。しかし、SPDCにおける相関光子対を生成するための新たな非局在なメカニズムは、ときに対を構成する個々の光子が空間的に離れた点から放出されうることを強調している。